# Élections cantonales de 2011 dans les Hautes-Pyrénées
Les élections cantonales ont eu lieu les 20 et 27 mars 2011.

## Contexte départemental

### Assemblée départementale sortante
Avant les élections, le conseil général des Hautes-Pyrénées est présidé par Josette Durrieu (PS). Il comprend 34 conseillers généraux issus des 34 cantons des Hautes-Pyrénées. 17 d'entre eux sont renouvelables lors de ces élections.
| Parti                             | Sigle | Élus |
| --------------------------------- | ----- | ---- |
| Majorité (30 sièges)              |       |      |
| Parti socialiste                  | PS    | 16   |
| Parti radical de gauche           | PRG   | 14   |
| Opposition (4 sièges)             |       |      |
| Union pour un mouvement populaire | UMP   | 2    |
| Alliance centriste                | AC    | 1    |
| Divers droite                     | DVD   | 1    |
| Président du conseil général      |       |      |
| Josette Durrieu (PS)              |       |      |

## Résultats à l'échelle du département

### Résultats en nombre de sièges
| Parti | Sièges mis en jeu | Élus | Évolution |
| ----- | ----------------- | ---- | --------- |
| PS    | 10                | 8    | -2        |
| PRG   | 6                 | 6    | +/-       |
| PCF   | 0                 | 1    | +1        |
| DVD   | 0                 | 1    | +1        |
| DVD   | 1                 | 1    | +/-       |

### Assemblée départementale à l'issue des élections
| Parti                             | Sigle | Élus |
| --------------------------------- | ----- | ---- |
| Majorité (32 sièges)              |       |      |
| Parti radical de gauche           | PRG   | 14   |
| Parti socialiste                  | PS    | 14   |
| Parti communiste français         | PCF   | 1    |
| Divers gauche                     | DVG   | 1    |
| Alliance centriste                | AC    | 1    |
| Divers droite                     | DVD   | 1    |
| Opposition (2 sièges)             |       |      |
| Union pour un mouvement populaire | UMP   | 2    |
| Président du conseil général      |       |      |
| Michel Pélieu (PRG)               |       |      |

## Résultats par canton

### Canton d'Arreau
| Candidat       | Candidat              | Étiquette      | Premier tour | Premier tour | Second tour | Second tour |
| Candidat       | Candidat              | Étiquette      | Voix         | %            | Voix        | %           |
| -------------- | --------------------- | -------------- | ------------ | ------------ | ----------- | ----------- |
|                | Pierre Lafont         | PS             | 543          | 30,73        | 763         | 41,95       |
|                | Jean-Louis Anglade    | DVD            | 481          | 27,22        | 1 056       | 58,05       |
|                | Jean-Bertrand Dubarry | DVG            | 361          | 20,43        |             |             |
|                | Roger Mur             | EÉLV           | 228          | 12,90        |             |             |
|                | Christian Courtade    | PCF            | 118          | 6,68         |             |             |
|                | Jean-Claude Merle     | SE             | 36           | 2,04         |             |             |
|                |                       |                |              |              |             |             |
| Inscrits       | Inscrits              | Inscrits       | 2 996        | 100,00       | 2 996       | 100,00      |
| Abstentions    | Abstentions           | Abstentions    | 1 160        | 38,72        | 1 057       | 35,28       |
| Votants        | Votants               | Votants        | 1 836        | 61,28        | 1 939       | 64,72       |
| Blancs et nuls | Blancs et nuls        | Blancs et nuls | 69           | 3,76         | 120         | 6,19        |
| Exprimés       | Exprimés              | Exprimés       | 1 767        | 96,24        | 1 819       | 93,81       |

### Canton d'Aucun
| Candidats      | Candidats             | Étiquette      | Premier tour | Premier tour |
| Candidats      | Candidats             | Étiquette      | Voix         | %            |
| -------------- | --------------------- | -------------- | ------------ | ------------ |
|                | Marc Léo*             | PRG            | 647          | 51,35        |
|                | Viviane Artigalas     | PS             | 523          | 41,51        |
|                | Christiane Delpeyroux | FG (PCF)       | 90           | 7,14         |
|                |                       |                |              |              |
| Inscrits       | Inscrits              | Inscrits       | 1 960        | 100,00       |
| Abstentions    | Abstentions           | Abstentions    | 629          | 32,09        |
| Votants        | Votants               | Votants        | 1 331        | 67,91        |
| Blancs et nuls | Blancs et nuls        | Blancs et nuls | 71           | 5,33         |
| Exprimés       | Exprimés              | Exprimés       | 1 260        | 94,67        |

*sortant

### Canton d'Aureilhan
| Candidat       | Candidat            | Étiquette      | Premier tour | Premier tour | Second tour | Second tour |
| Candidat       | Candidat            | Étiquette      | Voix         | %            | Voix        | %           |
| -------------- | ------------------- | -------------- | ------------ | ------------ | ----------- | ----------- |
|                | Jean Glavany        | PS             | 1 423        | 36,38        | 2 313       | 65,10       |
|                | Jean-Marc Lacabanne | DVD            | 709          | 18,12        | 1 240       | 34,90       |
|                | Michelle Fau        | FN             | 588          | 15,03        |             |             |
|                | Manuel Espéjo       | FG (PCF)       | 519          | 13,27        |             |             |
|                | Yves Carrié         | EÉLV           | 373          | 9,53         |             |             |
|                | Jacques Lapalisse   | EXG            | 300          | 7,67         |             |             |
|                |                     |                |              |              |             |             |
| Inscrits       | Inscrits            | Inscrits       | 7 994        | 100,00       | 7 995       | 100,00      |
| Abstentions    | Abstentions         | Abstentions    | 3 977        | 49,75        | 4 064       | 50,83       |
| Votants        | Votants             | Votants        | 4 017        | 50,25        | 3 931       | 49,17       |
| Blancs et nuls | Blancs et nuls      | Blancs et nuls | 105          | 2,61         | 378         | 9,62        |
| Exprimés       | Exprimés            | Exprimés       | 3 912        | 97,39        | 3 553       | 90,38       |

### Canton de Bordères-Louron
| Candidats      | Candidats              | Étiquette      | Premier tour | Premier tour |
| Candidats      | Candidats              | Étiquette      | Voix         | %            |
| -------------- | ---------------------- | -------------- | ------------ | ------------ |
|                | Michel Pélieu*         | PRG            | 585          | 70,06        |
|                | Olivier Clément-Bollée | EÉLV           | 142          | 17,01        |
|                | Jean Allénou           | FG (PCF)       | 108          | 12,93        |
|                |                        |                |              |              |
| Inscrits       | Inscrits               | Inscrits       | 1 245        | 100,00       |
| Abstentions    | Abstentions            | Abstentions    | 362          | 29,08        |
| Votants        | Votants                | Votants        | 883          | 70,92        |
| Blancs et nuls | Blancs et nuls         | Blancs et nuls | 48           | 5,44         |
| Exprimés       | Exprimés               | Exprimés       | 835          | 94,56        |

*sortant

### Canton de Bordères-sur-l'Échez
| Candidat       | Candidat           | Étiquette      | Premier tour | Premier tour | Second tour | Second tour |
| Candidat       | Candidat           | Étiquette      | Voix         | %            | Voix        | %           |
| -------------- | ------------------ | -------------- | ------------ | ------------ | ----------- | ----------- |
|                | Jean Buron         | FG (PCF)       | 1 581        | 32,27        | 2 855       | 62,53       |
|                | Daniel Frossard*   | PS             | 1 397        | 28,51        | 1 711       | 37,47       |
|                | Christian Paul     | DVG            | 1 107        | 22,59        |             |             |
|                | Alexandre Goëssens | FN             | 550          | 11,22        |             |             |
|                | Olivier Darribes   | M-NC           | 265          | 5,41         |             |             |
|                |                    |                |              |              |             |             |
| Inscrits       | Inscrits           | Inscrits       | 9 107        | 100,00       | 9 109       | 100,00      |
| Abstentions    | Abstentions        | Abstentions    | 4 061        | 44,59        | 4 027       | 44,21       |
| Votants        | Votants            | Votants        | 5 046        | 50,25        | 5 082       | 49,17       |
| Blancs et nuls | Blancs et nuls     | Blancs et nuls | 146          | 2,89         | 516         | 10,15       |
| Exprimés       | Exprimés           | Exprimés       | 4 900        | 97,11        | 4 566       | 89,85       |

*sortant

### Canton de Maubourguet
| Candidats      | Candidats           | Étiquette      | Premier tour | Premier tour |
| Candidats      | Candidats           | Étiquette      | Voix         | %            |
| -------------- | ------------------- | -------------- | ------------ | ------------ |
|                | Jean Guilhas*       | PS             | 1 427        | 69,92        |
|                | Christian Cambours  | FG (PCF)       | 336          | 16,46        |
|                | Jean-Pierre Étienne | FN             | 278          | 13,62        |
|                |                     |                |              |              |
| Inscrits       | Inscrits            | Inscrits       | 3 852        | 100,00       |
| Abstentions    | Abstentions         | Abstentions    | 1 712        | 44,44        |
| Votants        | Votants             | Votants        | 2 140        | 55,56        |
| Blancs et nuls | Blancs et nuls      | Blancs et nuls | 99           | 4,63         |
| Exprimés       | Exprimés            | Exprimés       | 2 041        | 95,37        |

*sortant

### Canton de Mauléon-Barousse
| Candidats      | Candidats           | Étiquette      | Premier tour | Premier tour |
| Candidats      | Candidats           | Étiquette      | Voix         | %            |
| -------------- | ------------------- | -------------- | ------------ | ------------ |
|                | François Fortassin* | PRG            | 894          | 63,49        |
|                | Jean-Louis Foix     | FG (PCF)       | 301          | 21,38        |
|                | Gérard Balestas     | FN             | 213          | 15,13        |
|                |                     |                |              |              |
| Inscrits       | Inscrits            | Inscrits       | 2 371        | 100,00       |
| Abstentions    | Abstentions         | Abstentions    | 874          | 36,86        |
| Votants        | Votants             | Votants        | 1 497        | 63,14        |
| Blancs et nuls | Blancs et nuls      | Blancs et nuls | 89           | 5,95         |
| Exprimés       | Exprimés            | Exprimés       | 1 408        | 94,05        |

*sortant

### Canton d'Ossun
| Candidats      | Candidats        | Étiquette      | Premier tour | Premier tour |
| Candidats      | Candidats        | Étiquette      | Voix         | %            |
| -------------- | ---------------- | -------------- | ------------ | ------------ |
|                | Robert Vignes*   | PRG            | 2 837        | 56,62        |
|                | Frédéric Cieutat | UMP            | 903          | 18,02        |
|                | Hervé Héraut     | FN             | 715          | 14,27        |
|                | Ondine Perrier   | FG (PCF)       | 556          | 11,10        |
|                |                  |                |              |              |
| Inscrits       | Inscrits         | Inscrits       | 9 758        | 100,00       |
| Abstentions    | Abstentions      | Abstentions    | 4 541        | 46,54        |
| Votants        | Votants          | Votants        | 5 217        | 53,46        |
| Blancs et nuls | Blancs et nuls   | Blancs et nuls | 206          | 3,95         |
| Exprimés       | Exprimés         | Exprimés       | 5 011        | 96,05        |

*sortant

### Canton de Pouyastruc
| Candidat       | Candidat                     | Étiquette      | Premier tour | Premier tour | Second tour | Second tour |
| Candidat       | Candidat                     | Étiquette      | Voix         | %            | Voix        | %           |
| -------------- | ---------------------------- | -------------- | ------------ | ------------ | ----------- | ----------- |
|                | Marie-Josiane Bédouret*      | PS             | 956          | 42,70        | 1 242       | 59,31       |
|                | Gilbert Dayde                | DVD            | 594          | 26,53        | 852         | 40,69       |
|                | Daniel Jannel                | FG (PCF)       | 321          | 14,34        |             |             |
|                | Véronique Début de Roseville | FN             | 204          | 9,11         |             |             |
|                | Claude Garbison              | MoDem          | 164          | 7,32         |             |             |
|                |                              |                |              |              |             |             |
| Inscrits       | Inscrits                     | Inscrits       | 3 844        | 100,00       | 3 844       | 100,00      |
| Abstentions    | Abstentions                  | Abstentions    | 1 565        | 40,71        | 1 620       | 42,14       |
| Votants        | Votants                      | Votants        | 2 279        | 59,29        | 2 224       | 57,86       |
| Blancs et nuls | Blancs et nuls               | Blancs et nuls | 40           | 1,76         | 130         | 5,85        |
| Exprimés       | Exprimés                     | Exprimés       | 2 239        | 98,24        | 2 094       | 94,15       |

*sortante

### Canton de Saint-Laurent-de-Neste
| Candidats      | Candidats          | Étiquette      | Premier tour | Premier tour |
| Candidats      | Candidats          | Étiquette      | Voix         | %            |
| -------------- | ------------------ | -------------- | ------------ | ------------ |
|                | Josette Durrieu*   | PS             | 1 250        | 59,75        |
|                | Christian Cambours | FG (PCF)       | 474          | 22,66        |
|                | Myriam Mendez      | UMP            | 368          | 17,59        |
|                |                    |                |              |              |
| Inscrits       | Inscrits           | Inscrits       | 3 747        | 100,00       |
| Abstentions    | Abstentions        | Abstentions    | 1 528        | 40,78        |
| Votants        | Votants            | Votants        | 2 219        | 59,22        |
| Blancs et nuls | Blancs et nuls     | Blancs et nuls | 127          | 5,72         |
| Exprimés       | Exprimés           | Exprimés       | 2 092        | 94,28        |

*sortante

### Canton de Saint-Pé-de-Bigorre
| Candidats      | Candidats               | Étiquette      | Premier tour | Premier tour |
| Candidats      | Candidats               | Étiquette      | Voix         | %            |
| -------------- | ----------------------- | -------------- | ------------ | ------------ |
|                | Jean-Claude Beaucoueste | PRG            | 625          | 56,26        |
|                | Frédéric Cieutat        | UMP            | 237          | 21,33        |
|                | Claude Coupet-Sarrailh  | FN             | 124          | 11,16        |
|                | Madeleine Navarro       | PS             | 43           | 3,87         |
|                | Jean-Luc Laplagne       | M              | 43           | 3,87         |
|                | Régine Flament          | FG (PCF)       | 39           | 3,51         |
|                |                         |                |              |              |
| Inscrits       | Inscrits                | Inscrits       | 1 751        | 100,00       |
| Abstentions    | Abstentions             | Abstentions    | 619          | 35,35        |
| Votants        | Votants                 | Votants        | 1 132        | 64,65        |
| Blancs et nuls | Blancs et nuls          | Blancs et nuls | 21           | 1,86         |
| Exprimés       | Exprimés                | Exprimés       | 1 111        | 98,14        |

### Canton de Tarbes-1
| Candidat       | Candidat             | Étiquette      | Premier tour | Premier tour | Second tour | Second tour |
| Candidat       | Candidat             | Étiquette      | Voix         | %            | Voix        | %           |
| -------------- | -------------------- | -------------- | ------------ | ------------ | ----------- | ----------- |
|                | Gilles Craspay       | UMP            | 846          | 35,47        | 1 182       | 47,22       |
|                | Jean-Pierre Dubarry* | PS             | 765          | 32,08        | 1 321       | 52,78       |
|                | Laurent Rouge        | FG (PCF)       | 269          | 11,28        |             |             |
|                | Nicole Évanno        | FN             | 260          | 10,90        |             |             |
|                | Georges Pujos        | MoDem          | 162          | 6,79         |             |             |
|                | Christian Zueras     | NPA            | 83           | 3,48         |             |             |
|                |                      |                |              |              |             |             |
| Inscrits       | Inscrits             | Inscrits       | 5 925        | 100,00       | 5 925       | 100,00      |
| Abstentions    | Abstentions          | Abstentions    | 3 492        | 58,94        | 3 277       | 55,31       |
| Votants        | Votants              | Votants        | 2 433        | 41,06        | 2 648       | 44,69       |
| Blancs et nuls | Blancs et nuls       | Blancs et nuls | 48           | 1,97         | 145         | 5,48        |
| Exprimés       | Exprimés             | Exprimés       | 2 385        | 98,03        | 2 503       | 94,52       |

*sortant

### Canton de Tarbes-2
| Candidat       | Candidat               | Étiquette      | Premier tour | Premier tour | Second tour | Second tour |
| Candidat       | Candidat               | Étiquette      | Voix         | %            | Voix        | %           |
| -------------- | ---------------------- | -------------- | ------------ | ------------ | ----------- | ----------- |
|                | Chantal Robin-Rodrigo* | PRG            | 792          | 30,54        | 1 428       | 54,80       |
|                | David Larrazabal       | UMP            | 733          | 28,27        | 1 178       | 45,80       |
|                | Jean-Pierre Atoch      | FN             | 371          | 14,31        |             |             |
|                | Marcel Cassagne        | FG (PCF)       | 370          | 14,27        |             |             |
|                | Henri Lourdou          | EÉLV           | 207          | 7,98         |             |             |
|                | Jérôme Giner           | MoDem          | 120          | 4,63         |             |             |
|                |                        |                |              |              |             |             |
| Inscrits       | Inscrits               | Inscrits       | 6 793        | 100,00       | 6 793       | 100,00      |
| Abstentions    | Abstentions            | Abstentions    | 4 158        | 61,21        | 3 990       | 58,74       |
| Votants        | Votants                | Votants        | 2 635        | 38,79        | 2 803       | 41,26       |
| Blancs et nuls | Blancs et nuls         | Blancs et nuls | 42           | 1,59         | 197         | 7,03        |
| Exprimés       | Exprimés               | Exprimés       | 2 593        | 98,41        | 2 606       | 92,97       |

*sortante

### Canton de Tarbes-5
| Candidat       | Candidat             | Étiquette      | Premier tour | Premier tour | Second tour | Second tour |
| Candidat       | Candidat             | Étiquette      | Voix         | %            | Voix        | %           |
| -------------- | -------------------- | -------------- | ------------ | ------------ | ----------- | ----------- |
|                | Jean-Claude Palmade* | PS             | 815          | 37,68        | 1 302       | 59,83       |
|                | Andrée Doubrère      | UMP            | 618          | 28,57        | 874         | 40,17       |
|                | Jean Loudières       | FN             | 237          | 10,96        |             |             |
|                | Carole Barbe         | FG (PCF)       | 225          | 10,40        |             |             |
|                | Yannick Gautier      | EÉLV           | 201          | 9,29         |             |             |
|                | Ludovic Gate         | MoDem          | 67           | 3,10         |             |             |
|                |                      |                |              |              |             |             |
| Inscrits       | Inscrits             | Inscrits       | 5 192        | 100,00       | 5 193       | 100,00      |
| Abstentions    | Abstentions          | Abstentions    | 2 993        | 57,65        | 2 861       | 55,09       |
| Votants        | Votants              | Votants        | 2 199        | 42,35        | 2 332       | 44,91       |
| Blancs et nuls | Blancs et nuls       | Blancs et nuls | 36           | 1,64         | 156         | 6,69        |
| Exprimés       | Exprimés             | Exprimés       | 2 163        | 98,36        | 2 176       | 93,31       |

*sortant

### Canton de Trie-sur-Baïse
| Candidats      | Candidats           | Étiquette      | Premier tour | Premier tour |
| Candidats      | Candidats           | Étiquette      | Voix         | %            |
| -------------- | ------------------- | -------------- | ------------ | ------------ |
|                | Jean-Claude Duzer*  | PS             | 1 210        | 66,01        |
|                | Jean-Pierre Grasset | FG (PCF)       | 463          | 25,26        |
|                | Danielle Lucy       | FN             | 160          | 8,73         |
|                |                     |                |              |              |
| Inscrits       | Inscrits            | Inscrits       | 2 883        | 100,00       |
| Abstentions    | Abstentions         | Abstentions    | 948          | 32,88        |
| Votants        | Votants             | Votants        | 1 935        | 67,12        |
| Blancs et nuls | Blancs et nuls      | Blancs et nuls | 102          | 5,27         |
| Exprimés       | Exprimés            | Exprimés       | 1 833        | 94,73        |

*sortant

### Canton de Vic-en-Bigorre
| Candidats      | Candidats          | Étiquette      | Premier tour | Premier tour |
| Candidats      | Candidats          | Étiquette      | Voix         | %            |
| -------------- | ------------------ | -------------- | ------------ | ------------ |
|                | Claude Miqueu*     | DVG            | 2 005        | 54,59        |
|                | Claude Taillan     | M-NC           | 576          | 15,68        |
|                | Camille Dupuy      | FN             | 562          | 15,30        |
|                | Maurice Dussollier | FG (PCF)       | 530          | 14,43        |
|                |                    |                |              |              |
| Inscrits       | Inscrits           | Inscrits       | 7 689        | 100,00       |
| Abstentions    | Abstentions        | Abstentions    | 3 886        | 50,54        |
| Votants        | Votants            | Votants        | 3 803        | 49,46        |
| Blancs et nuls | Blancs et nuls     | Blancs et nuls | 130          | 3,42         |
| Exprimés       | Exprimés           | Exprimés       | 3 673        | 96,58        |

*sortant

### Canton de Vielle-Aure
| Candidats      | Candidats      | Étiquette      | Premier tour | Premier tour |
| Candidats      | Candidats      | Étiquette      | Voix         | %            |
| -------------- | -------------- | -------------- | ------------ | ------------ |
|                | Maryse Beyrié* | PS             | 938          | 59,22        |
|                | Pierre Vidalon | UMP            | 517          | 32,64        |
|                | Michel Daciaud | FG (PCF)       | 129          | 8,14         |
|                |                |                |              |              |
| Inscrits       | Inscrits       | Inscrits       | 2 262        | 100,00       |
| Abstentions    | Abstentions    | Abstentions    | 608          | 26,88        |
| Votants        | Votants        | Votants        | 1 654        | 73,12        |
| Blancs et nuls | Blancs et nuls | Blancs et nuls | 70           | 4,23         |
| Exprimés       | Exprimés       | Exprimés       | 1 584        | 95,77        |

*sortante